# Philadelphia Ten

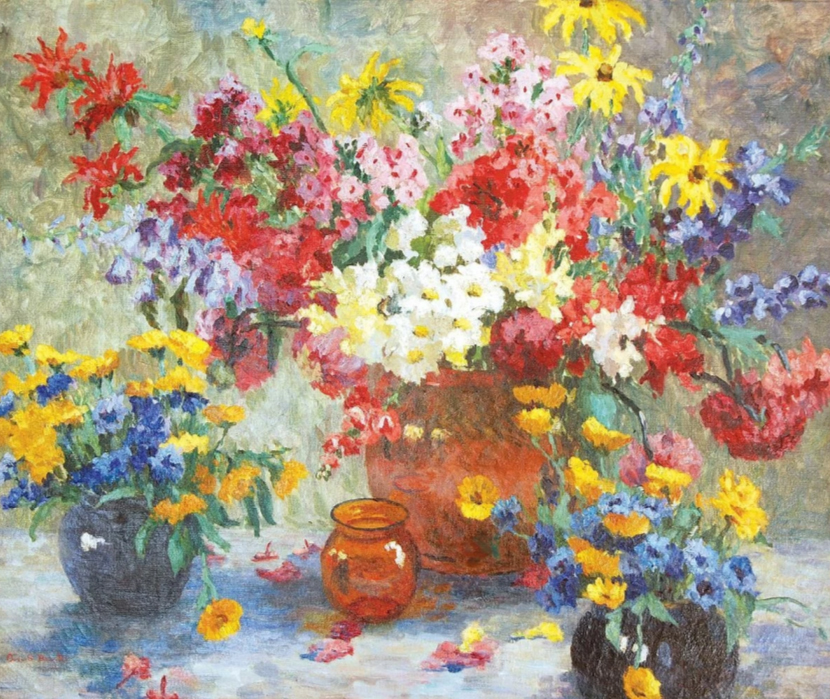
Cora Smalley Brooks - Floral Still Life, Circa 1920

Las Philadelphia Ten, también conocido como The Ten, fue un grupo de artistas femeninas estadounidenses que expusieron juntas desde 1917 hasta 1945. El grupo, que llegó a contar con 30 pintoras y escultoras, expuso anualmente en Filadelfia y luego realizaba exposiciones itinerantes en museos de la costa este y del medio oeste.

## Objetivos

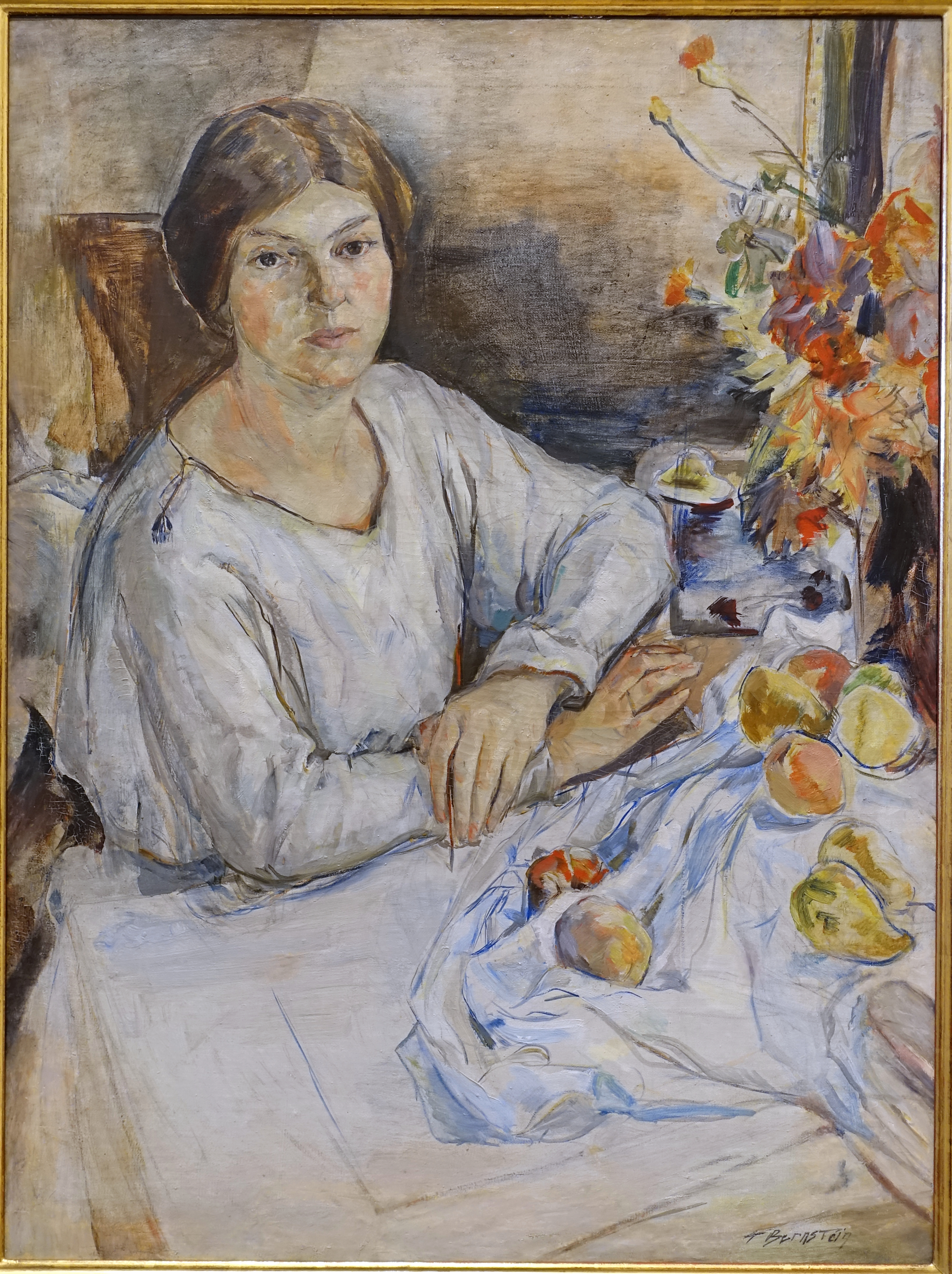
Self-portrait of the Artist, by Theresa Bernstein, c. 1920, oil on canvas - Cape Ann Museum - Gloucester, MA

Las Diez de Filadelfia se formaron para ayudar a las mujeres que querían ir más allá del papel de aficionadas, como se las consideraba comúnmente a principios del siglo XX, para ser aceptadas como artistas profesionales. Por ejemplo, uno de los objetivos del grupo era dar a las mujeres la capacidad de controlar cómo se exhibía su obra. Podrían limitar el número de participantes en las exposiciones y permitir que cada una exhibiera un mayor número de piezas de lo que normalmente era posible en una competencia con jurado.

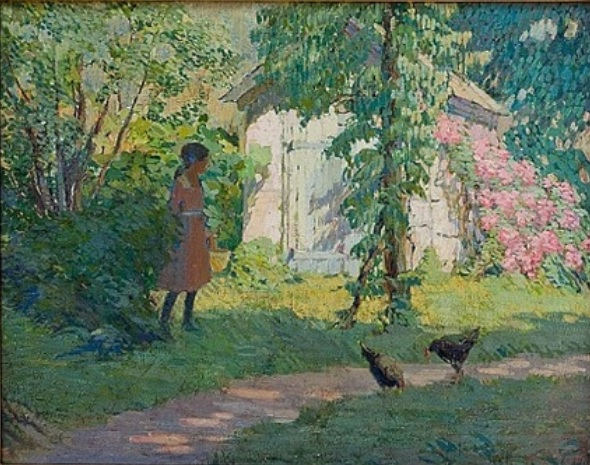
M. Elizabeth Price, Picking Flowers, 1916

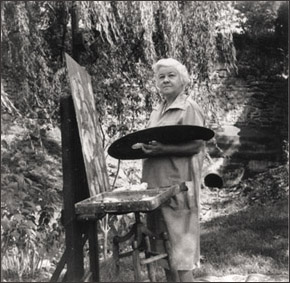
Mary Elizabeth Price

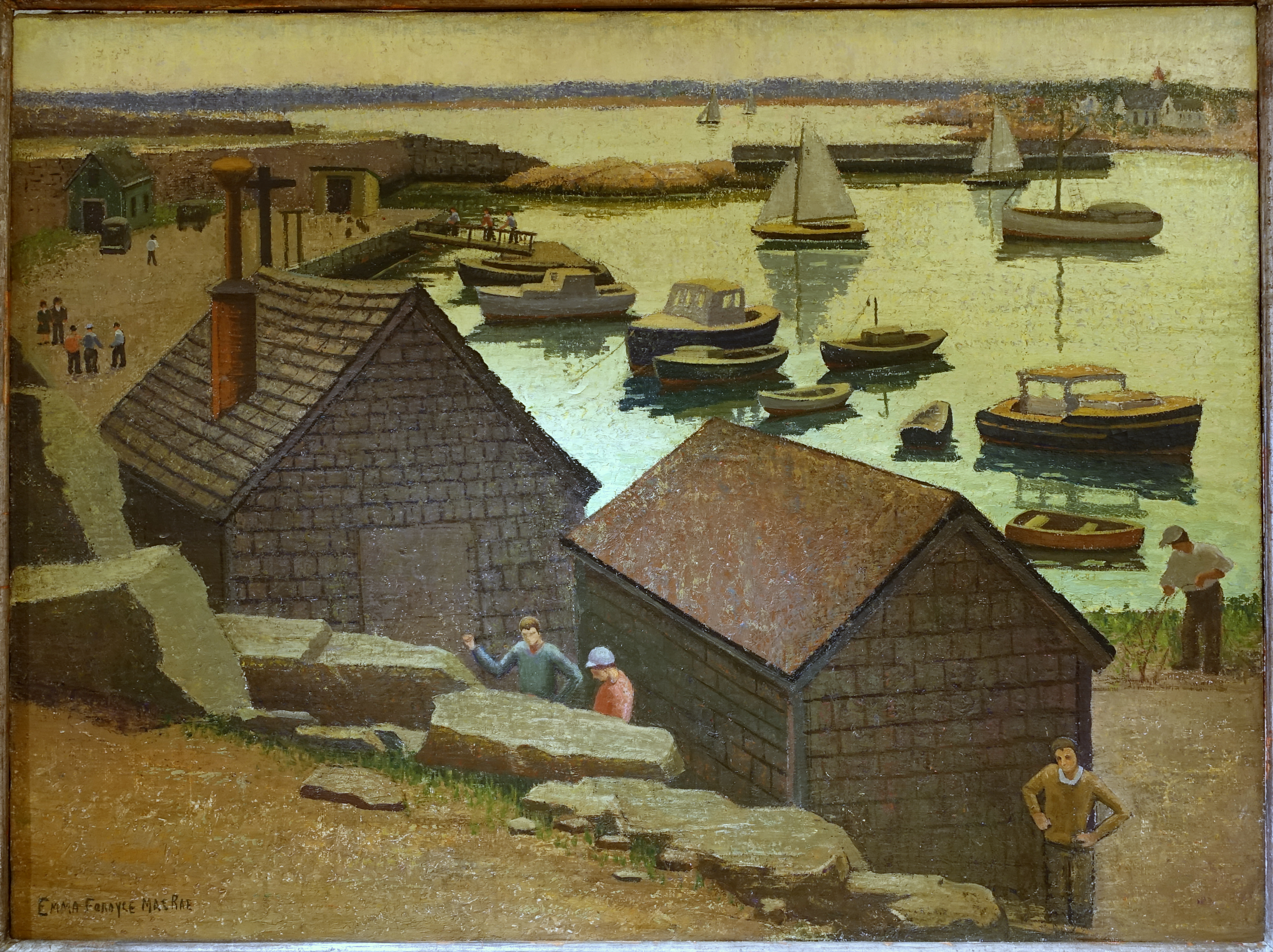
Pigeon Cove, by Emma Fordyce Macrae, c. 1930, oil on burlap - Cape Ann Museum - Gloucester, MA

Además, el grupo brindó un ambiente de apoyo para su creatividad, con foros de discusión, acceso a modelos e instrucción profesional. Las elecciones de estilo de vida de las miembros eran inusuales para la época: muchas de ellas nunca se casaron; otras que se casaron optaron por no tener hijos o mantuvieron su apellido de soltera. Para muchas de las mujeres, el grupo se convirtió en una fuente de amistades y relaciones.

## Historia y legado
La primera exposición del grupo se llevó a cabo en el Art Club de Filadelfia en febrero de 1917. Incluía 247 pinturas de 11 artistas, nueve formadas en la Escuela de Diseño para Mujeres de Filadelfia (ahora Moore College of Art and Design) y dos de la Academia de Bellas Artes de Pensilvania. Con los años, más mujeres se unieron al grupo; en total, 30 artistas participaron en las 65 exposiciones posteriores. La exposición final del grupo se llevó a cabo en abril de 1945 en la Woodmere Gallery de Filadelfia.
Las obras expuestas reflejaron la influencia de maestros como el impresionista Henry B. Snell e incluyeron paisajes, naturalezas muertas, retratos y esculturas.
En 1998, en celebración del 150 aniversario de la escuela, la facultad de Moore College of Art and Design organizó una retrospectiva de las Diez de Filadelfia que viajó por museos de todo el país. La exposición incluyó 81 pinturas y 9 esculturas.
En 2010 el Moore College mostró piezas archivadas que datan de las décadas de 1920 y 1940 de siete de las primeras once miembros de The Philadelphia Ten, junto con obras recientes de miembros del colectivo de arte The Other Woman, también formado por exalumnas de la universidad.

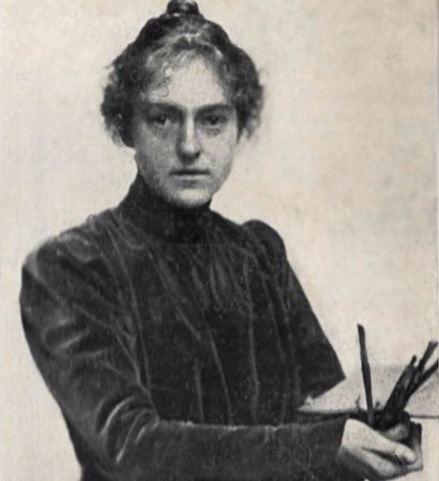
Elizabeth Wentworth Roberts, about 1890s

Durante finales del siglo XIX y principios del XX, se formaron y patrocinaron exposiciones locales y regionales de muchas organizaciones de arte de mujeres. La Ladies' Art Association de Nueva York fue una de las primeras, seguida por The Plastic Club de Filadelfia, la Asociación Nacional de Mujeres Pintoras y Escultoras de Nueva York y otras. Sin embargo, se reconoce que las Diez de Filadelfia fueron el grupo que expuso más ampliamente y durante más tiempo.

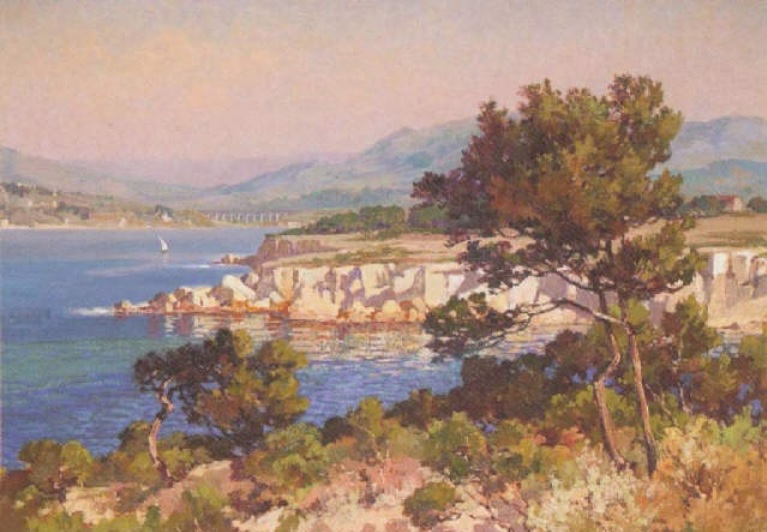
Elizabeth Wentworth Robers, California Landscape, 1920

## Miembros
Todos los miembros de Philadelphia Ten asistieron a la escuela de arte en Filadelfia. Después de la exposición original de 11 pintoras, el grupo finalmente creció hasta incluir 23 pintoras y 7 escultoras. En general, las artistas no estaban a la vanguardia del modernismo y no están bien representadas en las colecciones de los museos. Sin embargo, su obra fue bien recibida durante las décadas de 1920 y 1930, cuando pintores como Pablo Picasso y Henri Matisse aún no eran populares en los Estados Unidos.

### Grupo original
Todas las integrantes originales eran pintoras.
- Leonor Abrams
- Katherine marie barker
- Teresa Bernstein
- Cora S. Brooks
- Isabel Branson Cartwright
- Constanza Cochrane
- Mary-Russell Ferrell Colton
- Arrah Lee Galia
- Lucile Howard
- Helen Kiner McCarthy
- Katharine Hood McCormick

Cartwright, Cochrane y Howard participaron en las 65 exposiciones realizadas por el grupo.

### Otras pintoras
- Maude Drein Bryant
- Fern Coppedge
- Nancy Maybin Ferguson
- Margaret Ralston Gest
- Sue May Gill
- Susette Schultz Keast
- Marian T. MacIntosh
- Emma Fordyce MacRae
- Mary Elizabeth Price
- Elizabeth Wentworth Roberts
- Susan Gertrude Schell
- Edith Longstreth Wood

### Escultoras
- Gladys Edgerly Bates
- Cornelia Van Auken Chapin
- Beatrice Fenton
- Harriet Whitney Frishmuth
- Genevieve Karr Hamlin
- Joan Hartley
- Mary Louise Lawser

## Galería

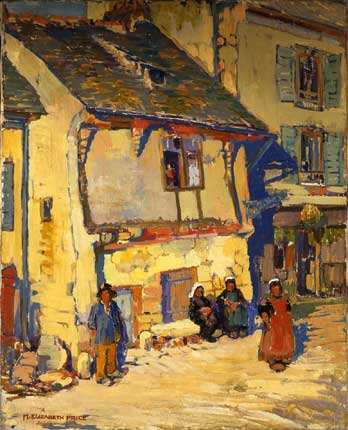
M. Elizabeth Price, The Wine Shop, Quimperle, Bretaña, hacia 1921
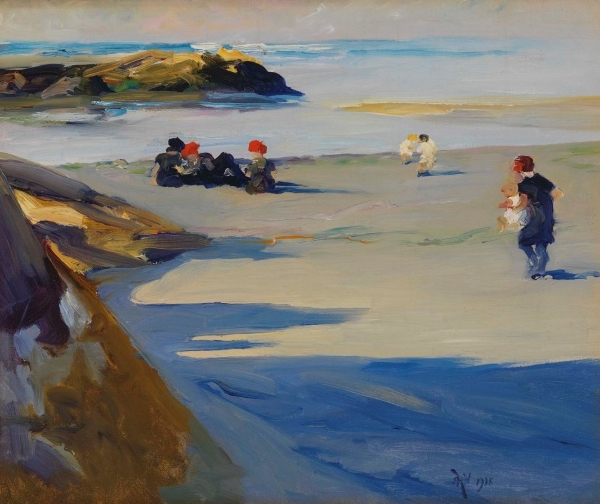
Elizabeth Wentworth Roberts, Figuras en la arena, Annisquam, 1915
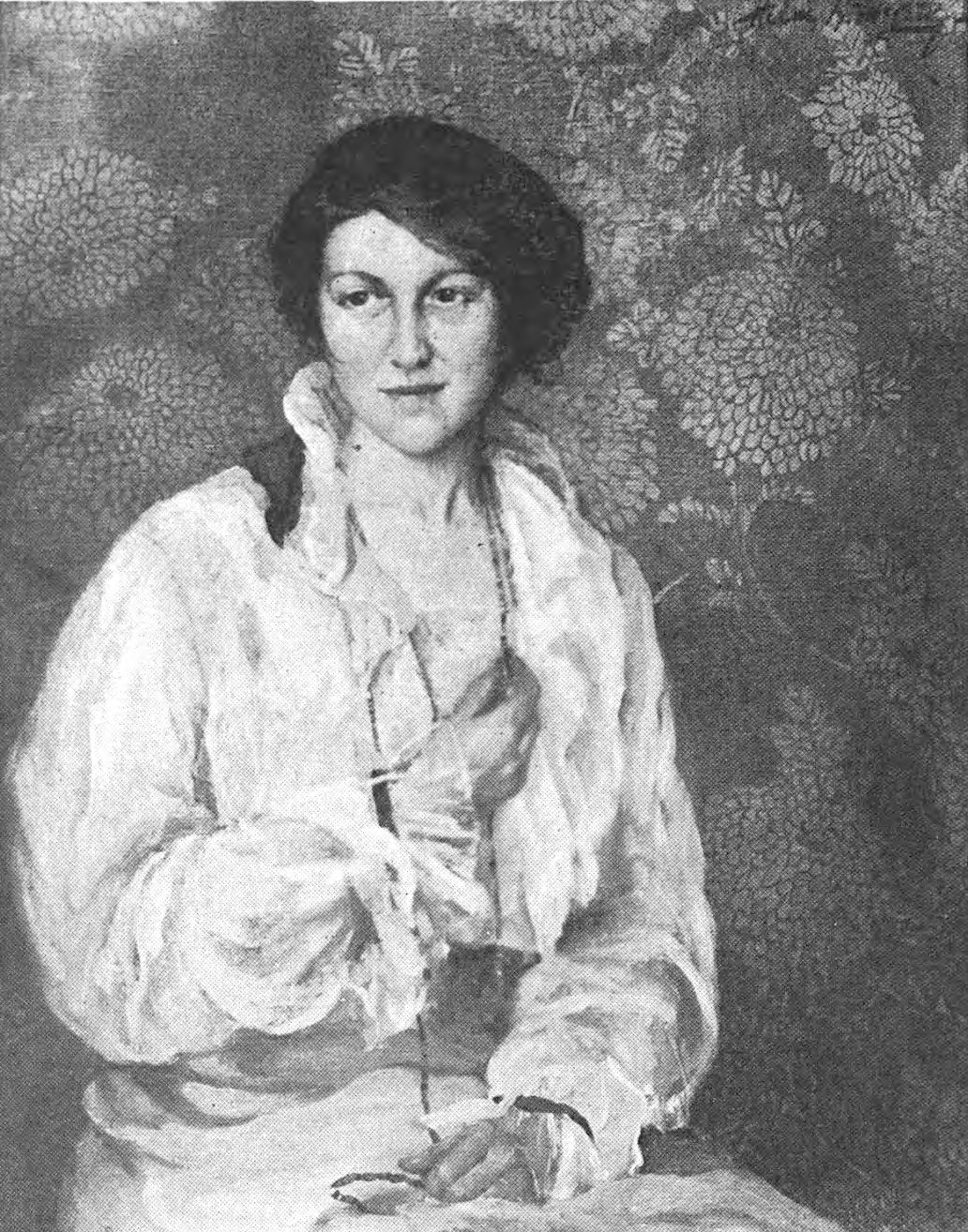
Helen Kiner McCarthy, Retrato: rojo y blanco, por 1916
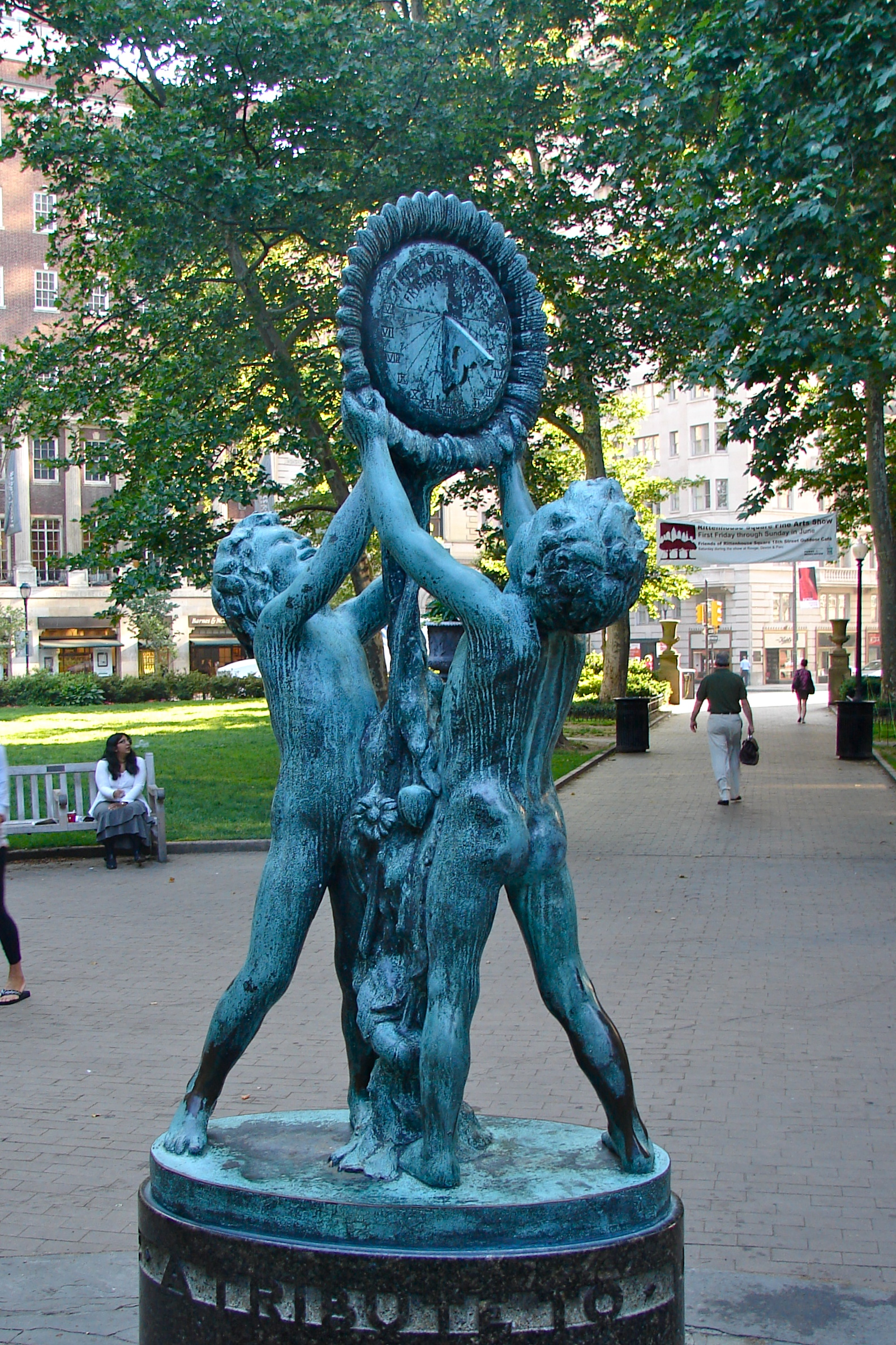
Beatrice Fenton, esfera de girasol
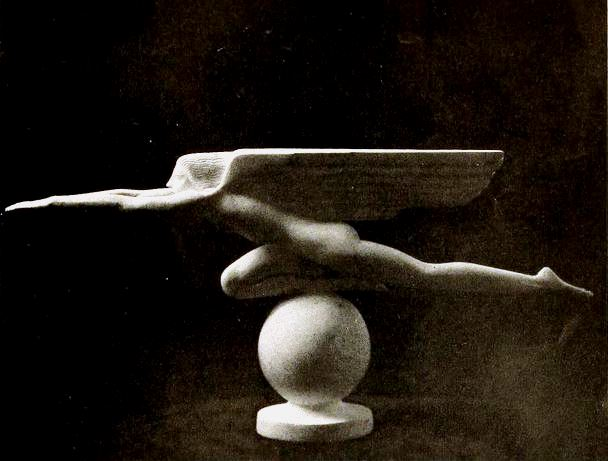
Harriet Frishmuth, Velocidad, 1922
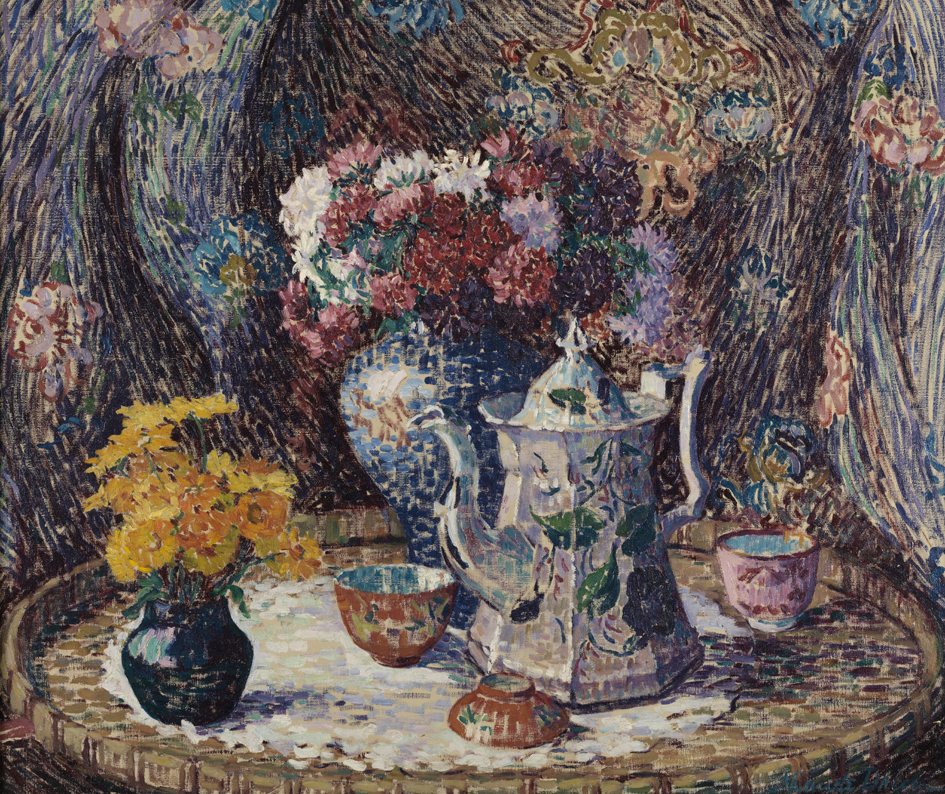
Maude Drein Bryant, Calendulas y Asters
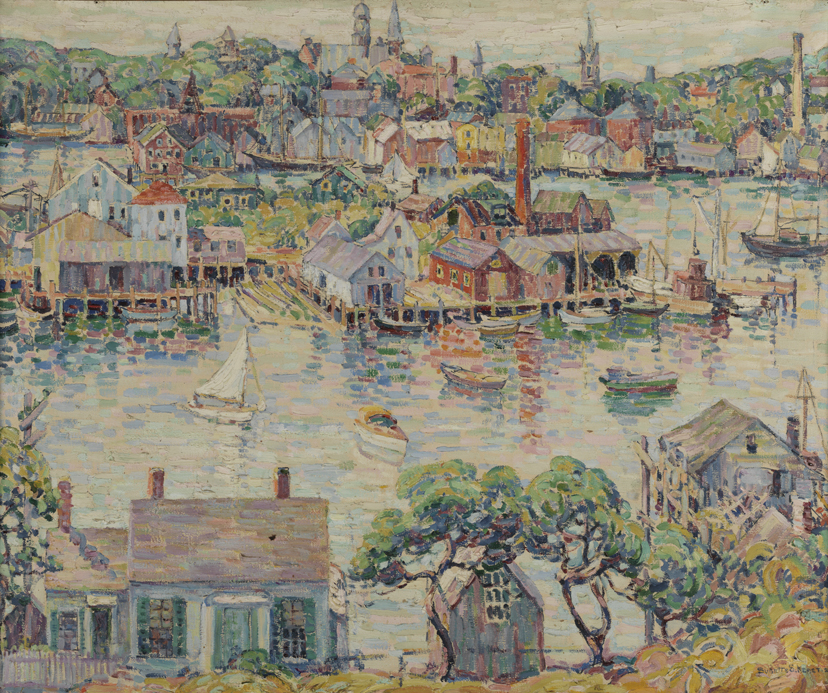
Susette Schultz Keast, puerto interior